# Fernsehsender Paris
Pour les articles homonymes, voir Télé-Paris (homonymie).
Fernsehsender Paris, en français « Paris-Télévision » ou plus communément désignée Télé-Paris, est une chaîne de télévision créée par l'occupant allemand et diffusée à Paris du 7 mai 1943 au 12 août 1944 à 23 h 30. La chaîne exploite le premier canal historique de la télévision française, sur la bande VHF. 
Cette chaîne fait suite à différentes formules et sociétés de télévision successives et surtout expérimentales, couvrant dans un premier temps uniquement la région parisienne et n’étant reçues que par quelques dizaines de postes situés dans des institutions (les particuliers n’en possédant pas), dont Radiovision-PTT en 1935 et Radiodiffusion nationale Télévision en 1937. 
Lancée en 1943, la chaîne publique devient RDF Télévision française puis en 1944 après l'occupation, elle est nommée RTF Télévision et la Première chaîne de l'ORTF en 1964 puis TF1 en 1975.

## Contexte historique
Depuis 1938, la chaîne de télévision de la Radiodiffusion nationale, Radiodiffusion nationale Télévision, est diffusée sur la bande VHF au standard de 455 lignes depuis un émetteur de télévision installé au pied de la tour Eiffel et relié par deux énormes câbles coaxiaux à des jeux d'antennes fixés à son sommet, dont la puissance de 30 kW est déjà la plus forte dans le monde et permet une bonne réception dans un rayon de 60 à 80 kilomètres autour de la capitale. 
Radiodiffusion Nationale Télévision cesse ses programmes le 3 septembre 1939 lors de la déclaration de guerre et son émetteur est saboté par les techniciens de la Radiodiffusion nationale le 6 juin 1940. Ainsi, lorsque la Wehrmacht allemande prend possession de Paris le 14 juin 1940, tous les émetteurs de radiodiffusion publics et privés ont été sabotés afin qu'il ne tombent pas aux mains de l'ennemi.

## La capitale est occupée
L'occupant n'accorde d'abord aucun intérêt à l'émetteur de télévision jusqu'à ce qu'un ordre de mai 1941, visant à réduire les sites de transmission en zone occupée afin de récupérer les matières premières, et ainsi récupérer certains éléments de l'émetteur 455 lignes français intéressant Telefunken, mène à des discussions sur la réhabilitation et l'utilisation de cet émetteur pour la télévision. Opposé à ce démantèlement, l'officier Kurt Hinzmann (de), ancien directeur des programmes de la télévision de Berlin Paul Nipkow, qui a réussi à convaincre les autorités allemandes de poursuivre la diffusion des programmes de sa station pendant la guerre en proposant son utilisation pour distraire les blessés de guerre dans les hôpitaux, reprend cette idée pour l'appliquer à la capitale française et sauver ainsi l'émetteur parisien. Il préconise de remettre l'émetteur de la tour Eiffel en service pour diffuser une chaîne de télévision destinée à distraire les soldats allemands hospitalisés dans les Kriegslazaretts de Paris. En outre, cette chaîne de télévision permettrait d'ouvrir le marché français à l'industrie électrique allemande par l'adoption de la norme allemande de diffusion à 441 lignes mise au point par Telefunken. Enfin, d'un point de vue militaire, la réparation de cet émetteur pourrait permettre de l'utiliser comme brouilleur pour les avions ennemis.
Sur ordre de l'Oberkommando der Wehrmacht au ministère des PTT le 20 mai 1942, les travaux de remise en service de l'émetteur de la tour Eiffel sont confiés à la Compagnie des compteurs de Montrouge et à la firme allemande Telefunken, à la suite d'un accord de collaboration entre les deux sociétés pour bâtir ensemble les infrastructures techniques de cette nouvelle chaîne de télévision. Le matériel de la Compagnie des Compteurs étant jugé inintéressant, Telefunken fournit le nouvel émetteur de télévision au standard allemand de 441 lignes, récupéré à la Reichspost en Allemagne, et qui est installé par des techniciens venus de Berlin .

## Magic-City et Cognac-Jay
Fernsehsender Paris (Paris-Télévision) s'installe dans une grande salle de bal de 3000 places, vestige de l'ancien parc d'attractions Magic-City fermé en 1926 et inutilisée depuis le début de la guerre, situé au 180, rue de l'Université dans le luxueux VII arrondissement. À quelques dizaines de mètres, de l'autre côté du pâté de maisons, les locaux du 13-15 rue Cognacq-Jay vont permettre d'installer certains équipements techniques et loger les bureaux administratifs.
Cette installation permet de débuter les programmes de façon régulière le 7 mai 1943 seulement en télécinéma dans un premier temps, car les travaux de la scène  en forme de V, permettant un recul des caméras pour des prises de vues plus larges, ne sont pas achevés.
La chaîne émet en allemand et en français, quatre jours sur sept de 10 h à midi, trois jours de 15 h à 20 h et tous les soirs de 20 h 30 à 22 h, diffusant des variétés et du théâtre, principalement à destination des hôpitaux de campagne (Kriegslazarett) de la Wehrmacht installés dans la région parisienne et des résidents allemands à Paris. Elle concerne environ 1 000 téléviseurs, dont environ une centaine pour les téléspectateurs français. La station est inaugurée officiellement le 30 septembre 1943 avec le début de la diffusion des émissions en direct.

## Une équipe éclectique
Si la direction reste strictement sous l'égide allemande avec le doctor Alfred Bofinger  à sa tête, l'organisation opérationnelle et technique compte certaines recrues qui ne correspondent pas exactement aux critères définis par le régime nazi, notamment par la flexibilité relative de son directeur général, Kurt Hinzmann (de). Le régime de Vichy envoie le pionnier de la télévision Marc Chauvierre devenu directeur technique de Radio-Paris, superviser les aspects techniques. En raison de la pénurie relative de main d'oeuvre qualifée et conforme aux critères nazis, une certaine latitude permet de voir embauchés, des techniciens d'origine roumaine, tchèque, polonaise, serbo-croate, italienne, espagnols, kabyles, belges, suisses et même éthiopienne. On y retrouve ainsi des anarchistes comme l'artiste Joane Langenegger (pseudonyme) influent pour la programmation ou le libertaire Roger Boussinot, des écrivains ou poètes comme Léo Campion ainsi que le metteur-en-scène belge « Jean-Michel », pseudonyme de Léon Smet, père d'un certain Johnny Hallyday, lequel, dès ses premiers mois fera ses premières visites à Cognac-Jay, en 1944, élevé par ses cousine, les nièces de Léon Smet, les sœurs Menen Mar (d) et Desta Mar (d), danseuses.

## Les programmes et vedettes
À l'antenne, on retrouve les pantomimes de quelques clowns comme le duo Pipo et son acolyte Rhum, devenus rapidement les mascottes de la chaîne Télé-Paris ou encore le trio des « Cradock's », incarnés par Paul Fratellini alias Popol, François Fratellini alias Baba et Henri Fratellini alias Kiko. Pour la musique, Kurt Hinzmann (de) embauche Pierre Cadel en août 1943 comme chef d'orchestre du studio comptant dans ses rangs, des musiciens renommés comme Henri Legay et des interprètes comme Michèle Dorlan ou Suzy Solidor. 
Bien que la censure nazi veille à en limiter la diffusion à l'antenne, des figures prestigieuses se succèdent à l'antenne, parmi lesquelles on note Pierre Bertin de la Comédie Française, la danseuse étoile Lycette Darsonval ou encore, le très collaborateur chorégraphe Serge Lifar. Au bar du huitième étage de l'immeuble rue Cognac-Jay, se succèdent des personnalités et célébrités comme Jean Cocteau, Jean Marais, Abel Gance, Jean-Louis Barrault, Jacques Tati, Robert Le Vigan ou encore Pierre Dux.
Parmi les véritables collaborateurs en cheville avec les Allemands, la chaîne permet à certains de passer sous les radars nazis et de rester dans une semi-clandestinité, bénéficiant de documents et autres ausweiss, dont un certain « Mario Lippert » alias l'acteur, danseur et metteur-en-scène américano-suisse Howard Vernon. L'acteur devient rapidement la vedette principale de Télé-Paris et étant parfaitement bilingue, il est capable d'assurer les versions allemandes et françaises des émissions. En mars 1944, le comédien Jacques Dufilho obtient son certificat officiel d'acteur de la chaîne, notamment grâce à Suzanne Bridoux, ancienne secrétaire du pionnier de la télévision René Barthélémy comme le marionnettiste Jacques Chesnais, les acteurs Pierre Risch, Olivier Hussenot, Jean-Pierre Grenier ainsi que le célèbre René Simon. Des techniciens trouvent refuge dans l'équipe technique, comme le chanteur et acteur Marcel Mouloudji ou encore André Roux. Parmi les techniciens, on note aussi quelques véritables résistants comme l'ingénieur Yves Angel. Du fait de sa très faible audience et de sa notoriété toute relative, Télé-Paris poursuit ses émissions dans une liberté peu surveillée, ce qui permet d'embaucher le metteur en scène Gilles Margaritis, futur père de l'émission La Piste aux étoiles ou d'inviter à l'antenne quelques sportifs comme le boxeur Georges Carpentier ou le champion de tennis, Henri Cochet. Les actualités traitées à l'antenne ne concernent principalement que les nouvelles culturelles et Gilbert Larriaga, futur réalisateur de l'ORTF, y débute comme reporter. 
Au cours des derniers mois de la chaîne, le rendez-vous quotidien « Le Bar de la télévision » obtient un certain succès; une formule reprise en 1947 par Roger Féral et Jacques Chabannes sur la première chaîne publique nationale RDF Télévision française, sous le titre éponyme de la chaîne Télé-Paris. En juillet 1944, l'atmosphère à Télé-Paris devient pesante et certains comme le chef des services techniques Stéphane Mallein a arboré un brassard FFI durant l'insurrection de Paris et la chaîne se vide progressivement.

## La libération
Une semaine avant la libération de Paris, Fernsehsender Paris interrompt définitivement ses programmes le samedi 12 août 1944 à 23 h 30. Les Allemands emportent le matériel de prise de vue et le représentant de la Reichspost-Fernsehgesellschaft (de) remet au responsable français des bâtiments un inventaire du matériel abandonné. Le 17 août, l'ordre est donné à Kurt Hinzmann (de) de faire dynamiter l’émetteur de la tour Eiffel, ce qu'il refuse, se contentant de faire tirer quelques coups de feu symboliques dans des équipements sans importance. Les Allemands abandonnent les studios Cognac-Jay en laissant aux Français une station de télévision totalement opérationnelle et parmi les plus performantes du monde. Cet avantage permet à la télévision française d'être la première en Europe à reprendre ses émissions, depuis l'ancien studio et avec le matériel de Fernsehsender Paris, dès le 1er octobre 1944 par intermittence et en circuit fermé, car les Américains interdisent provisoirement l'utilisation de l'émetteur de la tour Eiffel jusqu'au 1er octobre 1945. L'équipage d'une partie des dirigeants comme Alfred Bofinger et Kurtz Hinzmann parvient à s'enfuir en Allemagne et à survivre. Le général Charles De Gaulle nomme Pierre-Henri Teitgen au ministère de l'information et le 4 avril 1945, la nationalisation sous monopole d'État est promulguée, imposant de fait, la naissance de la télévision nationale publique. Durant quelques mois, l'épuration parvient à juger certains collaborateurs trop zélés de la radio et de Télé-Paris comme l'ingénieur Marc Chauvierre avant d'etre officiellement blanchi, alors que les clowns Cradock's' (Fratellini), Pierre Cadel, Serge Lifar, Michèle Dorlan et l'administrateur Jean Le Duc sont condamnés à des interdictions allant de quelques mois à une année.  
Après guerre, les studios de Télé-Paris sont notamment loués à des productions cinématographiques et à plusieurs spectacles .

## Identité visuelle et sonore
Le logo de la chaîne représente la tour Eiffel, d'où partent différents cercles concentriques symbolisant les ondes, par-dessus lesquels apparaît la mention Fernsehsender Paris.
L'indicatif sonore de Fernsehsender Paris est La tour Eiffel est toujours là, chanson de Marc Lanjean et Francis Llenas créée par Mistinguett, en 1942.
La musique de la chanson traditionnelle Sur le pont d'Avignon jouée à l'accordéon est également utilisée ponctuellement.

## Organisation
Créée sur ordre de l'Oberkommando der Wehrmacht, la station passe sous la responsabilité de la Militärbefehlshaber Frankreich (MBF) dirigée par Carl-Heinrich von Stülpnagel, où la Propaganda-Abteilung de la MBF est responsable des programmes et la France Advanced Message Guide  (MUFS) de la technique. Les équipes techniques sont placées sous la tutelle officielle du Höhere Nachrichten Führer.
Sans compter les intermittents, l'entreprise comprend jusqu'à 120 personnes et un orchestre permanent de cinquante musiciens de jazz. Vingt nationalités différentes s'y côtoient et on y compte même des Juifs, des anarchistes, des jeunes réfractaires au STO, des évadés et des résistants protégés de la Gestapo par Kurt Hinzmann (de).

### Dirigeants
- Directeur : Dr. Alfred Böfinger
- Directeur artistique : Kurt Hinzmann (de)

### Capital
Le financement des travaux nécessaires à la réparation de l'émetteur de la tour Eiffel et à la construction d'un studio est assuré conjointement par la Radiodiffusion nationale et par la Reichspost.

### Siège
Le studio de télévision de la Radiodiffusion nationale situé au 103 rue de Grenelle étant jugé trop petit, un studio de fortune est aménagé au 15 avenue Charles-Floquet, dans l'ancienne ambassade de Tchécoslovaquie, située juste à côté de la tour Eiffel. Il est utilisé pour les premiers essais début août 1942.
Hinzmann exige de choisir lui-même les futurs studios aux frais de l’État Français et se met à la recherche d'un local plus grand. Il repère un ancien dancing faisant partie du défunt parc d'attractions Magic City, fondé par Ernest Cognacq, au 176-180 rue de l'Université, dont la salle de danse du premier étage est suffisamment vaste pour être transformée en studio de télévision ouvert au public. L'immeuble du Magic-City est cependant insuffisant pour accueillir les ateliers de construction de décors, les télécinémas, les services de maintenance et les bureaux. Derrière l'immeuble se trouve un garage abandonné pouvant servir d'atelier et qui jouxte un bel immeuble de huit étages, La Familiale de l'Alma, une pension de famille de standing située au numéros 13-15 de la rue Cognacq-Jay, qui peut servir aux services administratifs et techniques. Les autorités allemandes l'annexent et en font la façade de Fernsehsender Paris. Ces futurs studios ont l'avantage de la proximité de la tour Eiffel, résolvant ainsi les problèmes de liaisons avec l'émetteur car les câbles coaxiaux ne peuvent dépasser quelques centaines de mètres sans déperdition de la qualité d'image. Cet ensemble idéal est immédiatement réquisitionné par la préfecture de la Seine et l'administration française s'en porte acquéreur au nom de la Radiodiffusion nationale. Le propriétaire de l'ancienne pension de famille est définitivement exproprié en juillet 1943. Ce fut ainsi le siège de la Télévision française jusqu'en juin 1992.

## Programmes
Fernsehsender Paris diffuse jusqu’à douze heures de programmes par jour, toujours en direct, qui se composent principalement de divertissement, de spectacles de danses, des marionnettes, des interviews, du cirque, des récitations de poésies, des reportages filmés en extérieur, du théâtre et des talk-shows animés par un présentateur vedette, l’acteur américano-suisse Howard Vernon. Les sports et dramatiques sont aussi souvent diffusés. Les programmes sont complétés par quelques bobines de film d'actualité en provenance de Berlin diffusées deux fois par semaine et des courts et longs métrages. Hormis les films de télécinéma, toutes les émissions se font en direct, aucun moyen d'enregistrement n'existant à cette époque.
La programmation est établie de façon à être comprise par le plus grand nombre mais elle subit une stricte censure. Alors que la danse et la chanson n'ont pas besoin de traduction, certaines émissions font l'objet de diffusions séparées en français et en allemand, notamment pour le théâtre et les actualités cinématographiques de propagande allemande Die Deutsche Wochenschau et France-Actualités du gouvernement de Vichy.
En dehors des émissions télévisées, Fernsehsender Paris se contente de relayer la radio Deutschlandsender Berlin en accompagnement sonore de sa mire .
Programme de la Radio Nationale du 7 juin 1944 (un jour après le débarquement en Normandie) :
- Mire à l'écran avec diffusion de Höhere Nachrichten Führer
- 10 h : La Puce à l'oreille (téléfilm)
- 11 h 13 : Riz et bois au pays du Mikado
- 11 h 27 : Lore
- 11 h 40 : La Boutique de montres
- Mire avec diffusion de Höhere Nachrichten Führer
- 20 h 30 : Des questions d'actualité
- 20 h 45 : direct de l'atelier - Mariage vénitien (en allemand)
- 21 h 05 : Dresde baroque  (téléfilm)
- 21 h 19 : En 40 minutes
- 21 h 31 : Le Berceau de la forêt
- 21 h 42 : Bonne soirée, bonne nuit
- Mire avec diffusion de Höhere Nachrichten Führer

## Audience
Fernsehsender Paris est principalement suivie par les soldats allemands blessés dans les hôpitaux militaires parisiens via 300 téléviseurs de fabrication allemande qui y ont été installés et dans les résidences de quelques officiers allemands. Selon la propagande allemande, la population française regarde aussi Télé-Paris qui peut être reçue dans une qualité d'image légèrement plus pauvre sur les postes de télévision français. Du fait d'une absence quasi totale de promotion et la difficulté de se procurer des téléviseurs compatibles, la notoriété de la chaîne est très faible.